# 卡马拉德
卡马拉德（法語：Camarade，法語發音：[kamaʁad] ⓘ）是法国阿列日省的一个市镇，属于帕米耶区。

## 地理
卡马拉德（43°5'8"N, 1°17'9"E）面积27.68 平方千米，位于法国奧克西塔尼大區阿列日省，该省份为法国西南部内陆省份，西部和北部与上加龙省接壤，东临奥德省，东南至东比利牛斯省接壤，南与安道尔和西班牙接壤。
与卡马拉德接壤的市镇（或旧市镇、城区）包括：克莱蒙、莱斯屈尔、勒马斯达济勒、莫沃赞德圣克鲁瓦、孟德斯鸠阿旺泰斯、蒙法、蒙布兰博卡日。

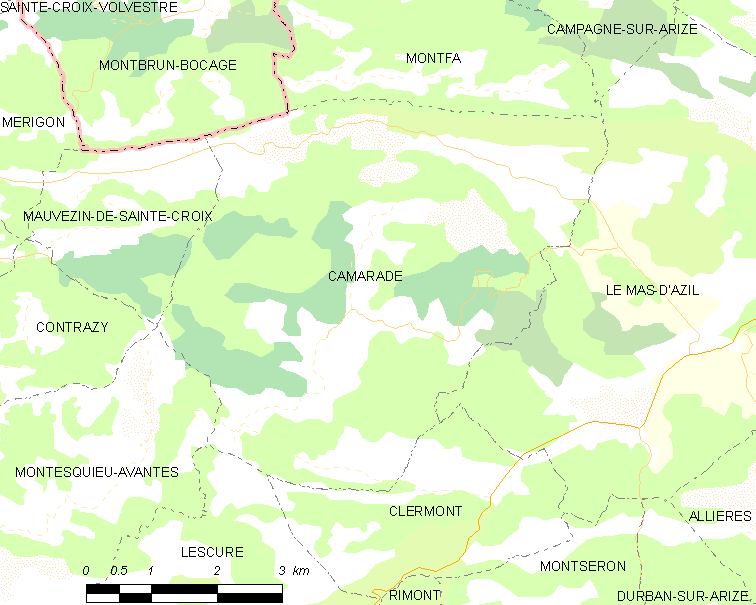
卡马拉德的OSM定位图

卡马拉德的时区为UTC+01:00、UTC+02:00（夏令时）。

## 行政
卡马拉德的邮政编码为09290，INSEE市镇编码为09073。

## 政治
卡马拉德所属的省级选区为阿里兹-莱兹县。

## 人口

1962-2008年间卡马拉德人口变化图示

卡马拉德于2022年1月1日时的人口数量为209人。